# زاكاري تايلور (سياسي)
زاكاري تايلور (بالإنجليزية: Zachary Taylor)‏ هو محامي وسياسي أمريكي، ولد في 9 مايو 1849 في الولايات المتحدة، وتوفي في 19 فبراير 1921 في نفس البلد. حزبياً، نشط في الحزب الجمهوري. وقد انتخب عضو مجلس النواب الأمريكي.